# Mazguitam
Mazguitam ou Mezguitem (amazigh: ⵎⵣⴳⵉⵜⵎ Mezgitem) est une commune rurale et un village du Maroc du même nom, située à 60 km au nord-est de Taza, dans le Rif oriental et la région administrative de Oriental (Maroc). La commune fait partie de la province de Guercif
Mazguitam est connu dans la région pour son marché hebdomadaire du mercredi.

## Population
En 2024, la commune comptait 6 141 habitants.
Majoritairement amazighophon, elle fait partie de la tribu de Ibdarsen (Metalsa).

## Villages
- Ait Hakkoun
- Ait Moussi
  - Ait Yazref
  - Iboutahren
  - Ifarsiouen
  - Ifidahen
- Ain Mzizoui
- Al Hourach Bab Lakhmiss
- Bougueza
- Bouhlalifene
- Bouzellifene
- Chorfa Angad
- Chorfa Sidi Said
- Douz
- El Hourach
- Guendbour
- Guetara (Ouled Amar Ou Hmed)
- Hamouchen Aamer
- Ibouchtaten
- Ibouichen
- Ifouras
- Ihadhoumen
- Ihadouchen
- Iheyatane
- Imouzar
- Izerfane
- Mezguitem
- Ouled Ali Karieh
- Ouled Mohamed Ou Abdellah
- Ouled Rahou
- Ouled Alla
- R'bouhate
- Sidi 'Amar
- Sidi Belkacem (Hribchat)
- Sidi El Hadi
- Tilaouline
- Thirni

## Personnalités liées à la commune
- Adel Taarabt, né le 24 mai 1989 à Mazguitam, footballeur professionnel international marocain

.

## Curiosités
Mazguitam tire son nom du mot mosquée en berbère rifain "tamezgida" ou "tamjida" pour d'autres. Ce lieu n'était composé à la base que d'une mosquée. Puis plusieurs habitations ont été construites tout autour, d'où son nom.
Des recherches archéologiques ont permis de découvrir deux squelettes humains dans une tombe datant de l'époque pré-islamique par des scientifiques marocains et allemands près de Mazguitam.
Une station d'élevage et de recherche pour la réintroduction de l'ibis chauve a été mise en place à "Aïn Tija" près de Mazguitam dans le but de sauvegarder cette espèce d'une éventuelle extinction.